# Neckera yezoana
Neckera yezoana là một loài Rêu trong họ Neckeraceae. Loài này được Besch. miêu tả khoa học đầu tiên năm 1893.